# Honkasaaret (ö i Norra Savolax, Norra Savolax, lat 63,58, long 26,95)
Honkasaaret är en ö i Finland. Den ligger i sjön Haapajärvi och i kommunen Idensalmi i den ekonomiska regionen  Övre Savolax ekonomiska region  och landskapet Norra Savolax, i den centrala delen av landet, 400 km norr om huvudstaden Helsingfors. Öns area är 1 hektar och dess största längd är 340 meter i sydöst-nordvästlig riktning.  Notera att namnet antyder att det är fråga om flera öar.